# Венеция
 Тази статия е за града.  За града-държава вижте Венецианска република.  За провинцията вижте Метрополен град Венеция.
Венеция (на италиански: Venezia) е град в Североизточна Италия, център на областта Венето, пристанище на Адриатическо море с товарооборот над 20 млн. тона. Населението му е около 259 939 души към 30 юни 2019 г. Градът е разположен върху множество малки острови – около 118 на брой – в плитка лагуна на Адриатическо море, позната като Венецианска лагуна. Соленоводната лагуна заема крайбрежието между устията на реките По и Пиаве. Около 1/3 от града се намира върху континенталната част.
Символът на Венеция е крилат лъв, който фигурира на знамето и герба на града.
Промишлено-пристанищната част на града се намира на континента. Характеризира се с корабостроене, ремонтиране на кораби, цветна металургия, нефтопреработваща, химическа, електротехническа и лека промишленост. Слави се със занаятчийското си производство на изделия от стъкло – венецианско стъкло, дантели, мозайки.
Във Венеция се намират Държавният бизнес университет „Фоскари“, Академията за изящни изкуства, консерватория, прочутият оперен театър „Ла Фениче“, военноморската академия, Домът колекция на Пеги Гугенхайм, богати музеи и дворци. Дом е на Венецианското биенале (провеждано през година от 1895 г. насам), част от което е и Венецианският филмов фестивал, който се провежда ежегодно от 1934 г.; и не на последно място – карнавалът на Венеция.
Венеция е морски курорт, център на международния туризъм със световно значение, най-известен с Лидо ди Венеция и Лидо ди Йезоло.
В градския транспорт са запазени традиционните за града гондоли и моторни лодки вапарето.
На това място съществува селище от V век пр.н.е., а градът е създаден през IX век. От X до XIV век е значим център; посредник в търговията между Западна Европа и Изтока.
От Средновековието до 1797 г., Венеция е република – Венецианската република (на венециански: Serenìsima Repùblica Vèneta) – „Светлейшата република Венета“, оглавявана от дожи. Тя е независима държава, съществувала между IX и XVIII век, разполагаща със значим военноморски флот. През периодите 1797 – 1805 и 1815 – 1866 г. е владение на Австрийската империя.
Градът и лагуната са включени в списъка на световното културно и природно наследство на ЮНЕСКО, поради своята уникалност в стила и архитектурата на сградите – Венето-византийски стил. Венеция е построена върху масивни дървени колове (пилони) – около 8 на брой за кв. м.
Поради слягането и повишаването нивото на морето Венеция е застрашена от постоянни наводнения (на италиански: acqua alta (букв. висока вода). Водният транспорт също уврежда основите на сградите.
През ноември 2019 г., Венеция е сполетяна от наводнение – едно от най-мащабните в историята на града. Нанесени са непоправими вреди на културното наследство. Регистрирани са две жертви.

## Административно деление
Венецианският Канал Гранде се извива S-образно през центъра на Венеция. Градът се дели на шест административни района още от Средновековието, познати като сестиери:
| Сестиери    |  | Карта |
| Канареджо   |  |       |
| Кастело     |  |       |
| Дорсодуро   |  |       |
| Сан Марко   |  |       |
| Сан Поло    |  |       |
| Санта Кроче |  |       |

## Климат
| Климатична таблица за Венеция                                             | Климатична таблица за Венеция | Климатична таблица за Венеция | Климатична таблица за Венеция | Климатична таблица за Венеция | Климатична таблица за Венеция | Климатична таблица за Венеция | Климатична таблица за Венеция | Климатична таблица за Венеция | Климатична таблица за Венеция | Климатична таблица за Венеция | Климатична таблица за Венеция | Климатична таблица за Венеция | Климатична таблица за Венеция |
| Месеци                                                                    | яну.                          | фев.                          | март                          | апр.                          | май                           | юни                           | юли                           | авг.                          | сеп.                          | окт.                          | ное.                          | дек.                          | Годишно                       |
| Абсолютни максимални температури (°C)                                     | 16                            | 21                            | 25                            | 23                            | 30                            | 32                            | 37                            | 37                            | 31                            | 27                            | 18                            | 16                            | 37                            |
| Средни максимални температури (°C)                                        | 5,8                           | 8,2                           | 12,0                          | 16,3                          | 21,2                          | 24,8                          | 27,5                          | 27,0                          | 23,6                          | 18,1                          | 11,5                          | 6,7                           | 16,89                         |
| Средни температури (°C)                                                   | 3,35                          | 4,45                          | 7,9                           | 12,1                          | 16,75                         | 20,35                         | 22,65                         | 22,15                         | 18,9                          | 13,75                         | 7,85                          | 3,35                          | 12,72                         |
| Средни минимални температури (°C)                                         | −0,9                          | 0,7                           | 3,8                           | 7,9                           | 12,3                          | 15,9                          | 17,8                          | 17,3                          | 14,2                          | 9,4                           | 4,2                           | 0,0                           | 8,55                          |
| Абсолютни минимални температури (°C)                                      | −12                           | −8                            | −6                            | 0                             | 1                             | 10                            | 10                            | 10                            | 5                             | 0                             | −8                            | −10                           | −12                           |
| Средни месечни валежи (mm)                                                | 58,1                          | 54,2                          | 57,1                          | 64,3                          | 68,7                          | 76,4                          | 63,1                          | 83,1                          | 66,0                          | 69,0                          | 87,3                          | 53,7                          | 801,9                         |
| Брой на дните с валежи                                                    | 6,7                           | 6,2                           | 6,6                           | 8,2                           | 8,3                           | 8,9                           | 5,7                           | 6,7                           | 5,4                           | 6                             | 7,7                           | 6,4                           | 82,8                          |
| ------------------------------------------------------------------------- | ----------------------------- | ----------------------------- | ----------------------------- | ----------------------------- | ----------------------------- | ----------------------------- | ----------------------------- | ----------------------------- | ----------------------------- | ----------------------------- | ----------------------------- | ----------------------------- | ----------------------------- |
| Източник: www.worldweather.org, www.weatherbase.com и www.weatherbase.com |                               |                               |                               |                               |                               |                               |                               |                               |                               |                               |                               |                               |                               |

## Забележителности
- Площад „Сан Марко“ – около него са разположени едноименната базилика „Сан Марко“, „Прокурациите“, Дворецът на дожите, Кулата-камбанария;
- Базиликата „Сан Марко“ – произведение на венецианската религиозна архитектура;
- Кулата-камбанария на „Сан Марко“ с „Лоджета Сансовино“;
- Дворец на дожите – седалище на управителя на Венецианската република. В днешно време е паметник на архитектурата и музей на изобразителното изкуство;
- „Мостът на въздишките“ – свързва Двореца на дожите със затвора;
- „Прокурациите“ – административни здания, обграждащи площад „Сан Марко“. Делят се на „Стари“ и „Нови“ според периода им на изграждане;
- Библиотека Марчана – една от най-големите библиотеки на Италия;
- „Канал Гранде“ – близо четирикилометров воден път. Главна пътна артерия на историческата част на града;
- „Галерия дел'Акамедия“ – музей-галерия, в който се помещава богата колекция от художествени творби на Джовани Белини, Тиеполо, Тициан, Каналето и др;
- Църквата „Сан Симоне Пиколо“;
- Църквата „Санта Мария ди Назарет“ (Скалци) – образец на бароковото изкуство от втората половина на XVII век. В една от капелите са съхранени стенописи на Тиеполо;
- „Фондако дей Турки“ (Турски склад) – бивш дворец и склад на турските търговци. Паметник на венецианската архитектура от XII – XIII век.
- „Фондако дей Тедески“ (Немски склад) – някогашен склад и представителство на немските търговци;
- Мостът „Риалто“ – сводов каменен мост от XVI век, пресичащ Канал Гранде и свързващ двете основни части на града;
- „Ка' д'Оро“ – дворец в стил „пламтяща готика“. В него се помещава галерията „Франкети“;
- „Ка' Пезаро“ – образец на венецианската архитектура от XVII век;
- Рибният пазар – служил за тържище на риба. Понастоящем е архитектурен паметник.

## Известни личности
Родени във Венеция
- Томазо Албинони (1671 – 1751), композитор
- Антонио Вивалди (1678 – 1741), композитор
- Ермано Волф-Ферари (1876 – 1948), композитор
- Карло Голдони (1707 – 1793), драматург
- Даниеле Дел Джудиче (1949 – 2021), писател
- Себастиано Ерицо (1525 – 1585), писател
- Виторе Карпачо (1465 – 1526), художник
- Масимо Качари (р. 1944), политик
- Климент XIII (1693 – 1769), папа
- Марко Поло (1254 – 1324), пътешественик
- Джакопо Рикати (1676 – 1754), математик
- Барбара Строци (1619 – 1677), композиторка
- Джовани Батиста Тиеполо (1696 – 1770), художник
- Франческо Хайес (1791 – 1882), художник
- Пати Право (1948), певица

Починали във Венеция
- Томазо Албинони (1671 – 1751), композитор
- Исак Абрабанел (1437 – 1508), философ и финансист
- Джузепе Бетуси (1512 – 1573), писател
- Ермано Волф-Ферари (1876 – 1948), композитор
- Карел Дюжарден (1640 – 1678), нидерландски художник
- Себастиано Ерицо (1525 – 1585), писател
- Франческо Кавали (1602 – 1676), композитор
- Каналето (1697 – 1768), художник
- Антонио Канова (1757 – 1822), скулптор
- Виторе Карпачо (1465 – 1526), художник
- Клаудио Монтеверди (1567 – 1643), композитор
- Отавиано Петручи (1466 – 1539), художник
- Якопо Сансовино (1486 – 1568), ренесансов скулптор и архитект
- Николо Тарталия (1499 – 1557), учен
- Тициан (1489 – 1576), художник

Други личности, свързани с Венеция
- Амедео Модиляни (1884 – 1920), художник; учи в града през 1903 – 1906 г.
- Филип Солерс, френски писател; всичките му романи са написани във Венеция.